# Culicoides paucienfuscatus
Culicoides paucienfuscatus är en tvåvingeart som beskrevs av Barbosa 1947. Culicoides paucienfuscatus ingår i släktet Culicoides och familjen svidknott. Inga underarter finns listade i Catalogue of Life.